# Riverton (Nouvelle-Zélande)
Riverton est une petite ville de l'Île du Sud de Nouvelle-Zélande, située à 30 km d'Invercargill dans le Southland, et au sud-est de l'estuaire du fleuve Aparima et de la rivière Pourakino. Sa population est de 1 431 habitants.

## Géographie
La majeure partie de la ville est sise sur une terre plate (appartenant aux Southland Plains), au nord de la baie d'Oreti Beach, mais la partie sud de la ville se trouve dans les collines, appartenant à la chaîne de Longwood, entre la berge orientale de l'estuaire et la baie de Taramea.

## Histoire
Riverton est la colonie la plus ancienne du Southland et l'une des villes les plus anciennes du pays. Elle a célébré son 175e anniversaire en 2011. Son nom en maori est Aparima. Elle a été fondée par un baleinier, le capitaine John Howell (1809-1874), chargé d'établir une station de pêche et qui y construit un cottage en 1837-1838, mais c'est à partir de 1850 que les terres alentour sont cultivées. Un service de diligence est organisé dès 1863 pour relier la colonie au monde extérieur et le chemin de fer arrive en juin 1879 pour la relier à Invercargill.
Les activités économiques de la ville sont aujourd'hui centrées sur la pêche et le commerce et les services autour de l'activité laitière, principale activité des éleveurs de l'arrière pays.

## Patrimoine architectural
Cinq édifices sont inscrits au patrimoine néo-zélandais:
- Le cottage du capitaine Howell situé Napier Street, datant de 1837-1838.
- Daniel House située Palmerston Street, exemple du style colonial géorgien.
- Les cottages de Palmerston Street du milieu jusqu'à la fin du XIXe siècle.
- La Riverton Court House construite en 1883 à Palmerston Street.
- L'église anglicane St Mary's, en bois de style néo-gothique.

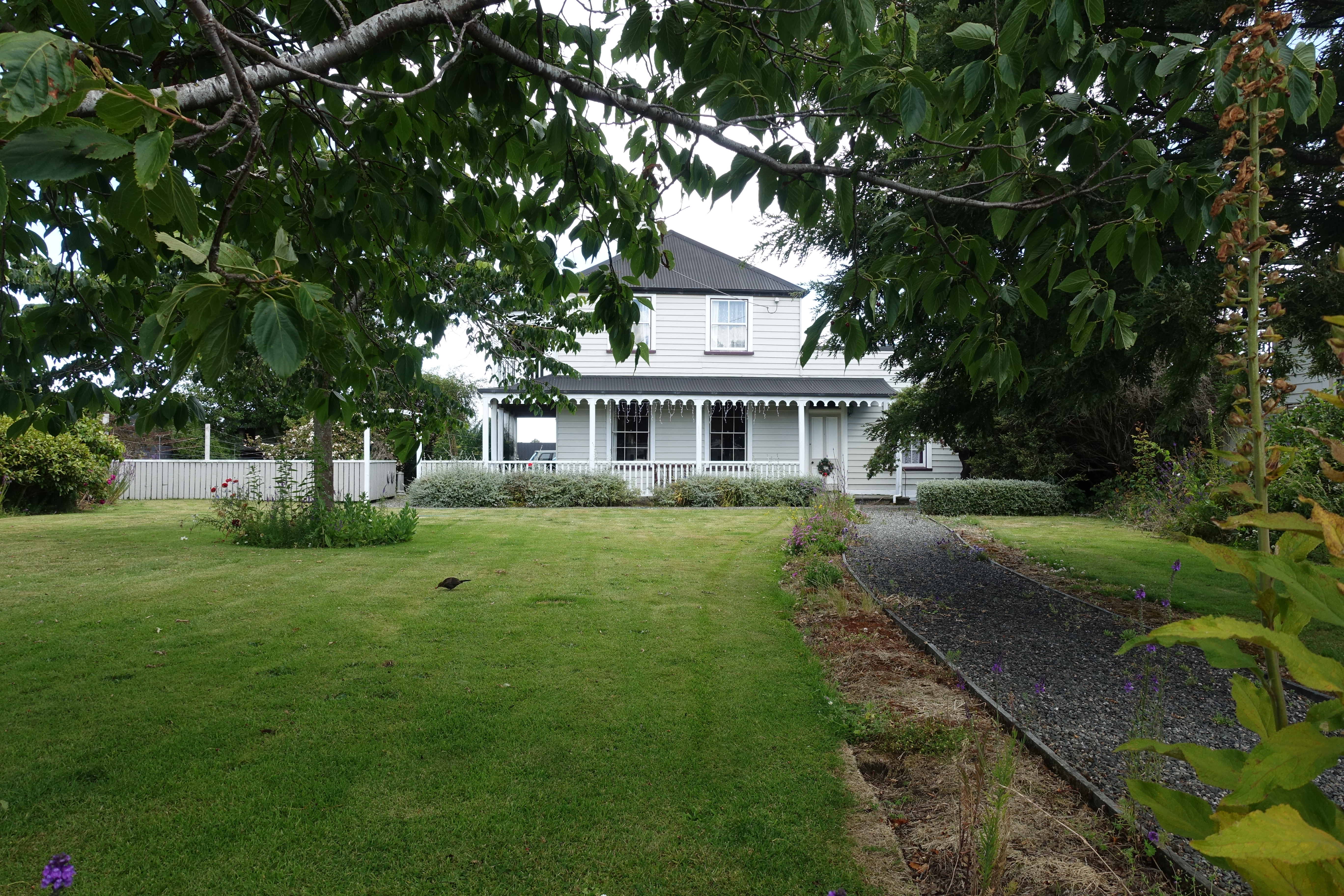
Daniel House
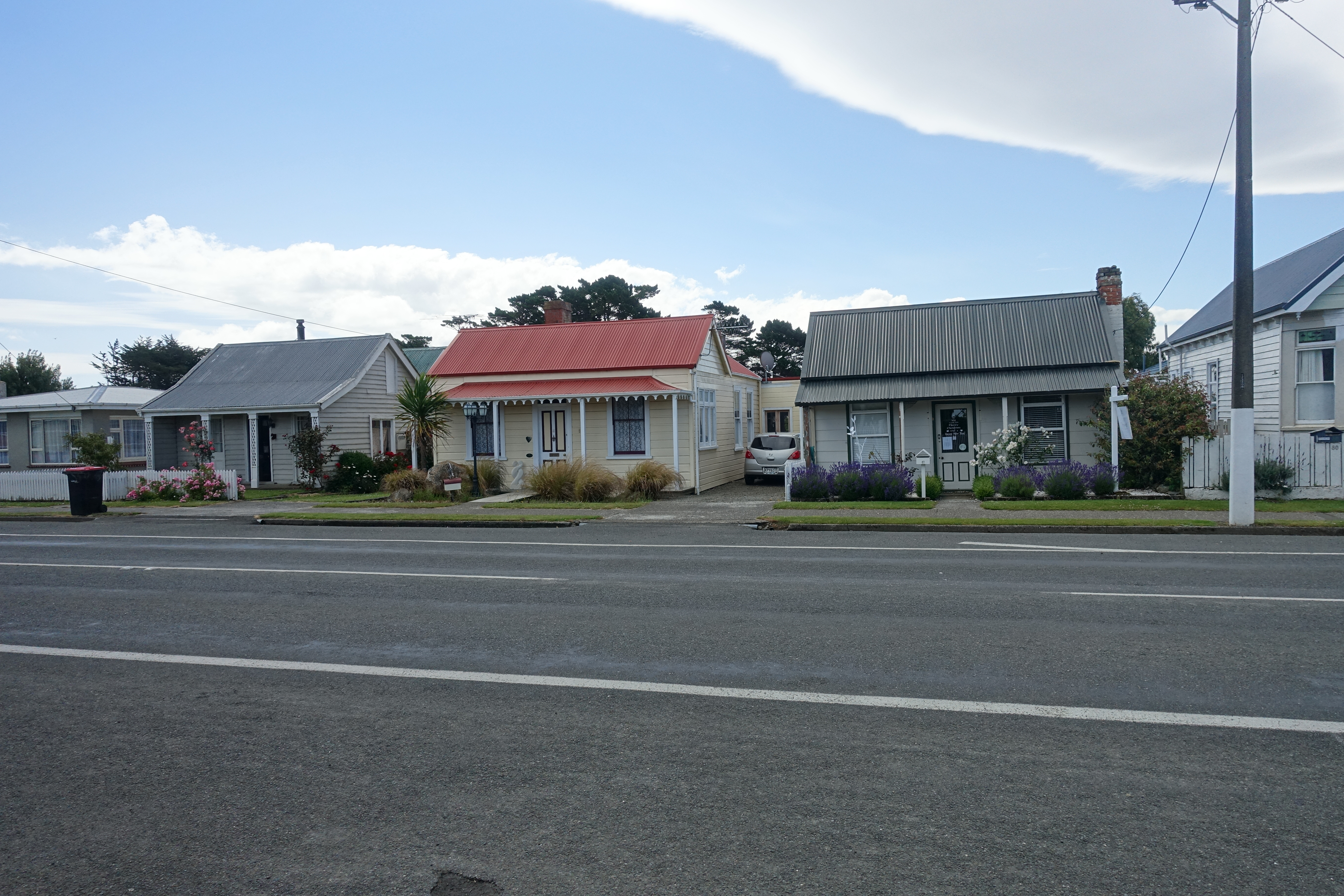
Cottages de Palmerston Street
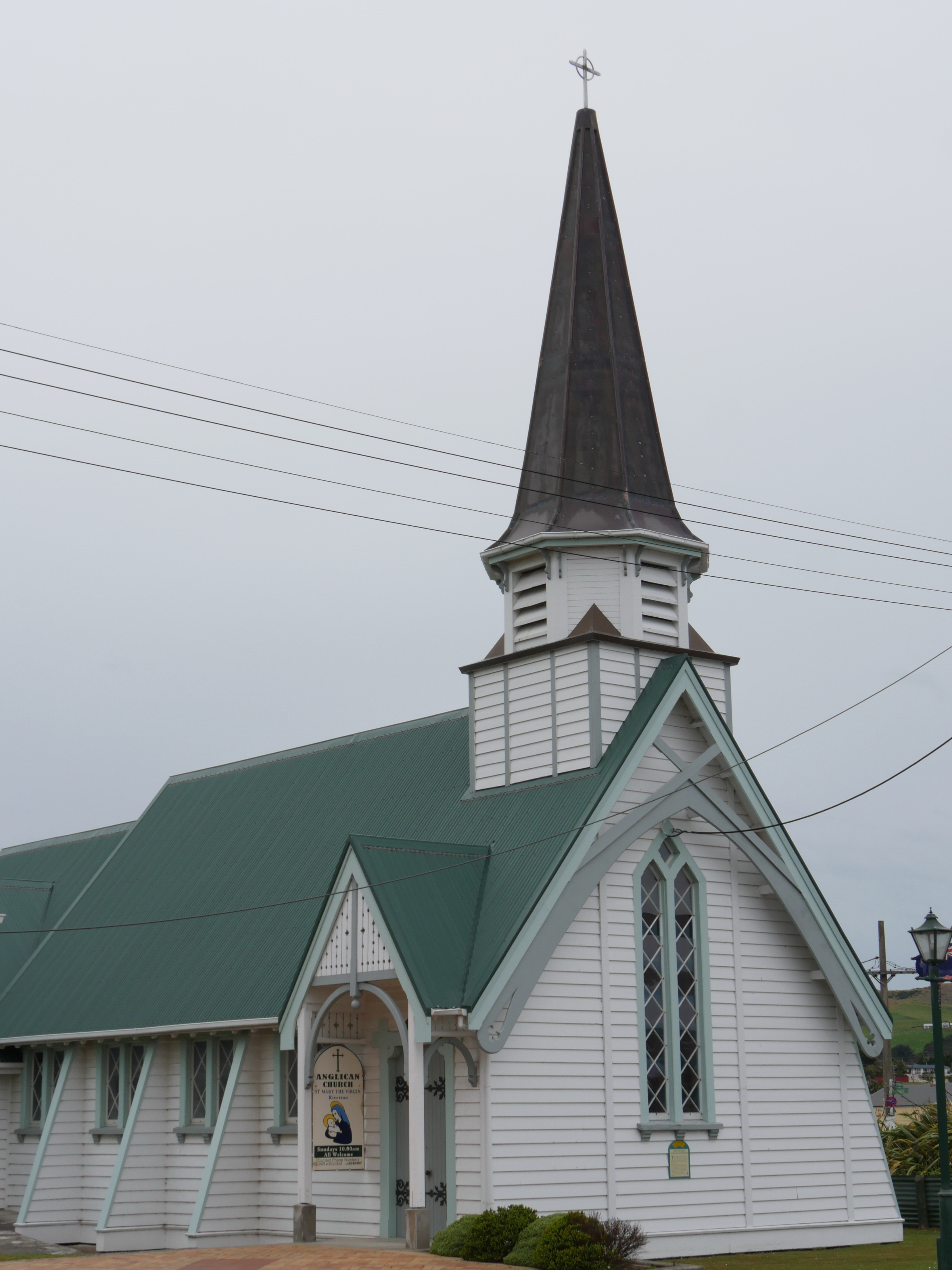
Église St Mary's

## Sport et tourisme
La baie de Taramea est connue pour ses « spots » de surf et ses possibilités de baignade. Riverton est donc un endroit prisé des surfeurs.